# Бурак Дениз
Бурак Дениз (Истанбул, 17. фебруар 1991) је турски глумац и модел. Познат је по главним улогама у серијама „Љубав не разуме речи” и „Наша прича”.

## Биографија
Бурак Дениз је рођен 17. фебруара 1991. године у Истанбулу, а одрстао је у Измиту. 
Основну школу завршио је у Измиту, а потом и Средњу школу Гази. Студирао је историју уметности на Универзитету Чанакале 18. марта. У глумачкој радионици у коју је ишао док је још био у средњој школи, открио га је директор кастинга Гокче Дорук Ертен, који му је помогао да започне каријеру.

## Каријера
Дениз је започео своју телевизијску каријеру у ТВ серији „Колеџски дневник”, где је имао улогу Онура. Године 2012. глумио је Тарика у ТВ серији „Султан”. Године 2013. изнео је улогу Бурака Топчуоглуа у ТВ серији „Бегунац”, а 2014. године се појавио као Арас у ТВ серији „Плима и осека”. 
Касније 2015. Дениз је глумио Топрака у ТВ серији „Слатке мале лажљивице”, која је инспирисана истоименом америчком серијом. Године 2016. играо је улогу Мерта у ТВ серији „Краљица ноћи” заједно са Мерјем Узерли и Муратом Јилдиримом.
Касније 2016. добио је улогу Мурата Сарсилмаза уз Ханде Ерчел у ТВ серији „Љубав не разуме речи”. То је романтична хумористична серија. Године 2017. глумио је Баришa Актанa заједно са Хазал Кајом у ТВ серији  „Наша прича”, која је адаптација британске оригиналне серије Shameless. Поред својих пројеката у ТВ серијама, Бурак Дениз је играо главну улогу у филму „Између”, редитеља Муа Тунча, глумећи панк тинејџера по имену Озан.
Године 2020. Бурак Дениз је глумио Кадира Билмеза у серији „Недовршене љубави” уз Дилан Чичек Дениз. То је прича о младићу по имену Озан, који ради као новинар, али губи живот у саобраћајној несрећи, да би поново васкрсао у новом телу.

## Филмографија
| Година    | Наслов                | Улога           |  |
| --------- | --------------------- | --------------- |  |
| 2011      | Колеџски дневник      | Онур            |  |
| 2012      | Султан                | Тарик           |  |
| 2013-2015 | Бегунац               | Бурак Топчуоглу |  |
| 2014      | Плима и осека         | Арас            |  |
| 2015      | Слатке мале лажљивице | Топрак Кајнак   |  |
| 2016      | Краљица ноћи          | Мерт Марден     |  |
| 2016-2017 | Љубав не разуме речи  | Мурат Сарсилмаз |  |
| 2017-2019 | Наша прича            | Бариш Актан     |  |

| Година | Наслов | Улога |
| ------ | ------ | ----- |
| 2018   | Између | Озан  |